# Jagarzewo (gromada)
Jagarzewo – dawna gromada, czyli najmniejsza jednostka podziału terytorialnego Polskiej Rzeczypospolitej Ludowej w latach 1954–1972.
Gromady, z gromadzkimi radami narodowymi (GRN) jako organami władzy najniższego stopnia na wsi, funkcjonowały od reformy reorganizującej administrację wiejską przeprowadzonej jesienią 1954 do momentu ich zniesienia z dniem 1 stycznia 1973, tym samym wypierając organizację gminną w latach 1954–1972.
Gromadę Jagarzewo z siedzibą GRN w Jagarzewie utworzono – jako jedną z 8759 gromad na obszarze Polski – w powiecie nidzickim w woj. olsztyńskim na mocy uchwały nr 19 WRN w Olsztynie z dnia 4 października 1954. W skład jednostki weszły obszary dotychczasowych gromad Grabowo, Jagarzewo, Muszaki i Więckowo ze zniesionej gminy Muszaki w tymże powiecie. Dla gromady ustalono 11 członków gromadzkiej rady narodowej.
1 stycznia 1960 do gromady Jagarzewo włączono wieś Módki ze znoszonej gromady Magdaleniec oraz obszar zniesionej gromady Róg w tymże powiecie.
31 grudnia 1967 z gromady Jagarzewo wyłączono odcinek rzeki Orzyc na granicy z gromadą Janowo w tymże powiecie, włączając go do tejże gromady (granicę obu gromad poprowadzono północnym brzegiem nowego koryta rzeki).
Gromadę zniesiono 22 grudnia 1971, a jej obszar włączono do gromad Janowo (sołectwa Grabowo, Jagarzewo, Muszaki, Róg, Wichrowiec i Więckowo) i Nidzica (sołectwo Módłki) w tymże powiecie.